# Banshee (audiospeler)
Banshee is een opensource-mediaspeler, tot 2005 Sonance geheten. Het programma is gebaseerd op Mono en GTK#, waardoor Helix en GStreamer gebruikt worden als multimediaplatform om verschillende mediaformaten te coderen/decoderen, waaronder Ogg Vorbis, MP3 en FLAC. Banshee kan audio afspelen en cd's importeren en ondersteunt vele draagbare mediaspelers waaronder Apples iPod, Android-apparaten, Windows Phone-toestellen en Creatives ZEN-spelers. Andere functies omvatten onder andere Last.fm-integratie, albumhoes downloaden, slimme afspeellijsten en podcast-ondersteuning.

## Plug-ins
Er bestaan vele extensies voor Banshee vanwege de voorziening om extensies te ontwikkelen. Huidige stabiele extensies zijn:
- Audioscrobbler: voegt de mogelijkheid toe om de huidige afgespeelde muziek te rapporteren aan Last.fm
- DAAP-muziekdeling: staat toe om muziekbibliotheken te delen met iTunes en andere DAAP-compatibele muzieksoftware. De huidige versie van Banshee is slechts gedeeltelijk compatibel met iTunes 7, waardoor enkel iTunes Banshee-bibliotheken kan openen, maar niet omgekeerd.
- iPod manager: staat toe om liedjes, video's en albumhoezen over te zetten van- en naar een iPod.
- Metadata zoeker gebruikmakend van Musicbrainz: ontvangt automatisch ontbrekende en extra metadata voor bibliotheek items, waaronder albumhoezen.
- Muziekaanbeveling gebruikmakend van Last.fm: beveelt muziek aan gebaseerd op het huidige afgespeelde muziek.
- Mini-Mode plug-in: biedt een klein venster met minimale bedieningselementen en informatie over een liedje.
- Multimediatoetsen ondersteuning in GNOME: Banshee kan hierdoor bestuurd worden via de multimediaknoppen op een toetsenbord zoals geconfigureerd in GNOME.
- Notificatiegebied pictogram: voegt een pictogram toe in de systeembalk van GNOME.
- Podcasting:staat Banshee toe om in abonneren op podcast feeds, die worden geüpdatet op een regelmatige basis. Er is ook een functie "Zoek new podcasts" dat gebruikmaakt van Podcast Alley.
- Radio: biedt ondersteuning voor streamende internetradiostations.